# Angélica Navarro
Angélica Cecilia Navarro Llanos (La Paz) es una diplomática boliviana desde 2006 embajadora Representante Permanente del Estado Plurinacional de Bolivia ante las Naciones Unidas en Ginebra, negociadora principal de Bolivia en asuntos climáticos. También es embajadora de Bolivia en la Organización Mundial del Comercio. Es especialmente conocida por su trabajo por el reconocimiento de la llamada "deuda ecológica" que los países ricos tienen por ser los mayores responsables de las emisiones que están provocando el cambio climático. 

## Trayectoria
Diplomática de carrera en 2006, inicio del mandato del Presidente Evo Morales, fue nombrada embajadora de Suiza y representante Permanente de Bolivia ante las Naciones Unidas en Ginebra. También es embajadora de Bolivia ante la Organización Mundial del Comercio.
En 2010 fue jefa de la delegación boliviana en la Cumbre sobre el Clima de Copenhague y asumió la defensa del concepto "deuda climática" reclamando que los países ricos asuman su responsabilidad frente a los pobres ante el cambio climático.
Ostentó la presidencia del grupo de trabajo intergubernamental creado por el Consejo de Derechos Humanos en septiembre de 2012 con el mandato de elaborar una Declaración de las Naciones Unidas sobre los derechos de los campesinos.

## Deuda climática
Angélica Navarro ayudó a crear el concepto de deuda ecológica presentado en el marco de la Convención de las Naciones Unidas sobre el Cambio Climático de 2010. Más de cincuenta países, entre ellos Bolivia, Bután, Malasia, Micronesia, Sri Lanka, Paraguay, Venezuela y el grupo de los países menos desarrollados, los que representan a los 49 países más pobres y más vulnerables del mundo. Esta idea implica que los países ricos, en virtud de ser los culpables de la mayor parte de las emisiones que han inducido el cambio climático histórico tienen una deuda con el mundo en desarrollo. Esta deuda es especialmente grave dado que los científicos del clima predicen los peores efectos del cambio climático, la sequía, las inundaciones costeras, la propagación de enfermedades como la malaria por ejemplo, arrasarían con el nuestro mundo en forma desproporcionada.

Creemos que tenemos derechos, no importa si somos un país grande o pequeño en la mesa de negociación, tenemos que ser respetados y tratados como iguales, no importa si somos" desarrollados o "en desarrollo".
Angélica Navarro